# B-5轟炸機
Keystone B-5是基斯通飛機公司於1930年代初為美國陸軍航空兵團研製的輕型轟炸機。B-5A 是配備萊特引擎版本的B-3A。

## 發展
三架B-3A(LB-10A)改採用萊特R-1750-3星型引擎，並重新命名為Y1B-5。陸軍航空兵團改變了訂單中最後27架LB-10A的設計，餅用萊特R-1750-3取代了普惠R-1690星型引擎。採用普惠發動機的被命名為B-3A，採用萊特發動機的被命名為B-5A。B-5A是1930年至1934年間美國的主力轟炸機。在之後，該機作為觀察機繼續服役，直到1940年代初。

## 型號
LB-14
原本為LB-10，配備普惠GR-1860發動機；訂購了三架，但經過重新設計，配備萊特R-1750-3發動機，並作為Y1B-5交付
Y1B-5
三架重新命名的LB-14
B-5A
裝配賴特R-1750-3發動機的版本，最初作為B-3A訂購，共生產27架

## 外部連結
- USAF Museum article on B-5
- USAF Museum article on LB-14